# Craigie Castle

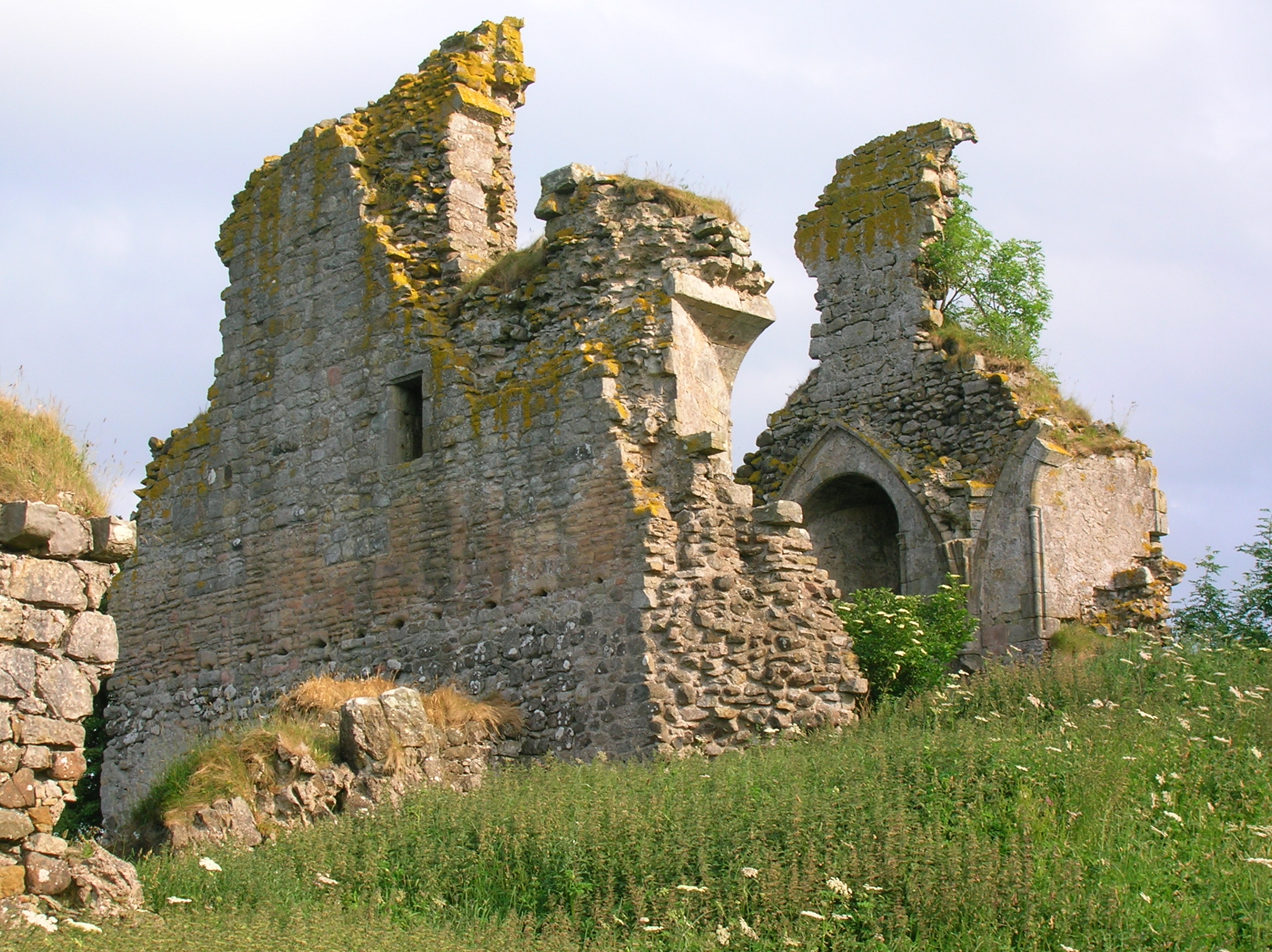
Der Donjon von Craigie Castle

Craigie Castle (schottisch-gälisch Caisteil Chreagaidh) ist eine Burgruine etwa 6,5 km südöstlich von Kilmarnock und etwa 1,6 km südöstlich des Dorfes Craigie in der schottischen Council Area South Ayrshire. Die Ende des 12. oder Anfang des 13. Jahrhunderts errichtete Burg gilt als eine der ältesten Bauten in der Verwaltungseinheit. Die Ruine liegt etwa 2 km westsüdwestlich der Kirche von Craigie. Craigie Castle gilt als Scheduled Monument.

## Geschichte
Craigie Castle wurde ursprünglich für den Clan Lindsay (oder Lindesay) errichtet. Es fiel dann um 1371 durch Heirat an John Wallace aus Riccarton und dessen letzter Erbe war eine Tochter. Die Linie der Wallaces aus Ayrshire lebte dann in Craigie Castle bis zu ihrem Umzug auf Newton Castle 1588. Craigie Castle verfiel dann zur Ruine. Mrs Frances Dunlop of Dunlop, eine direkte Nachfahrin von William Wallace glaubte, dass dieser im Haus seines Großvaters, Craigie Castle, geboren war. William Wallace verließ seinen Geburtsort nur, weil seine Familie enorm groß und der Platz in Craigie Castle begrenzt war.

## Beschreibung

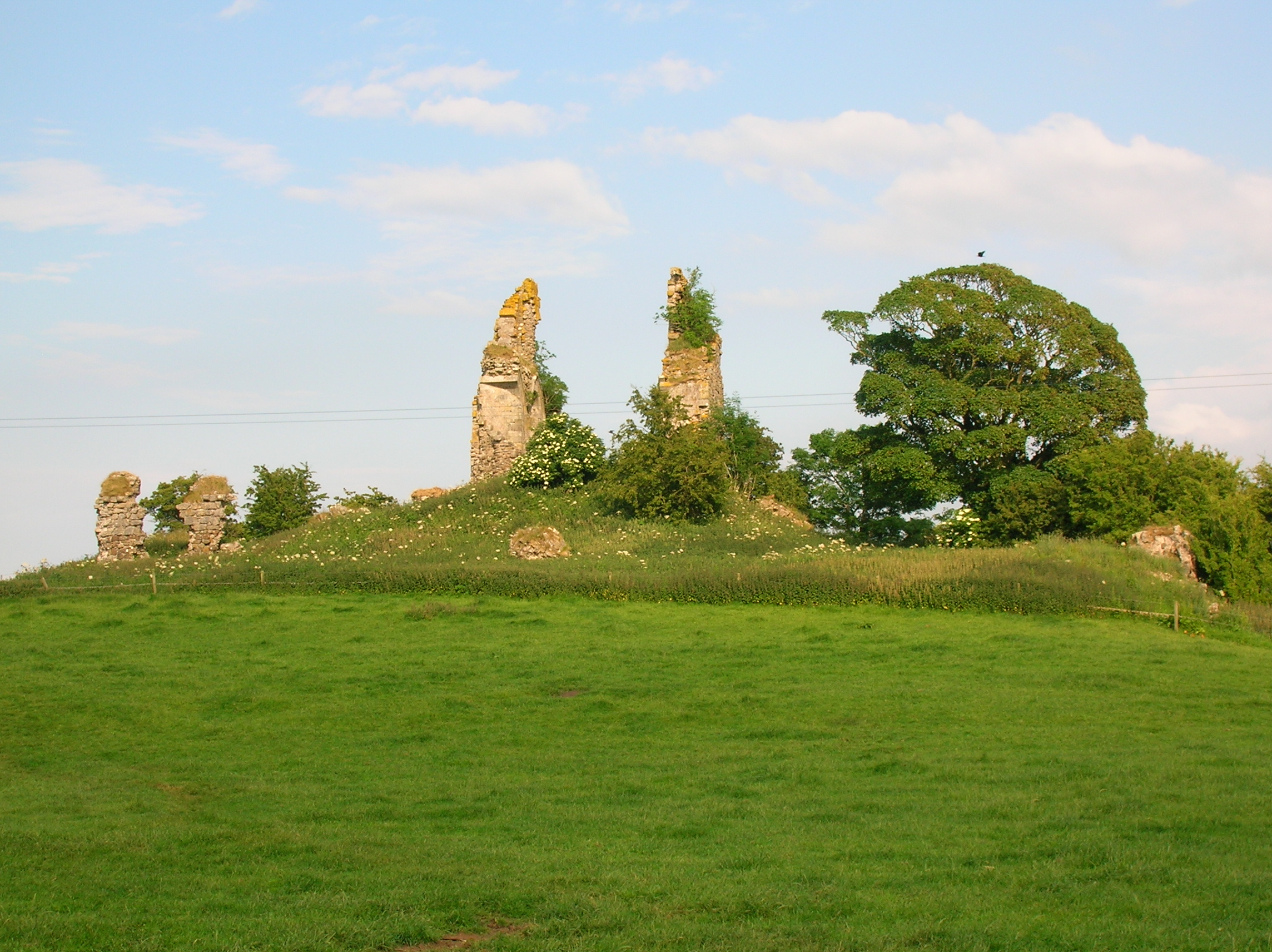
Craigie Castle vom Bauernhof Craigie Mains aus

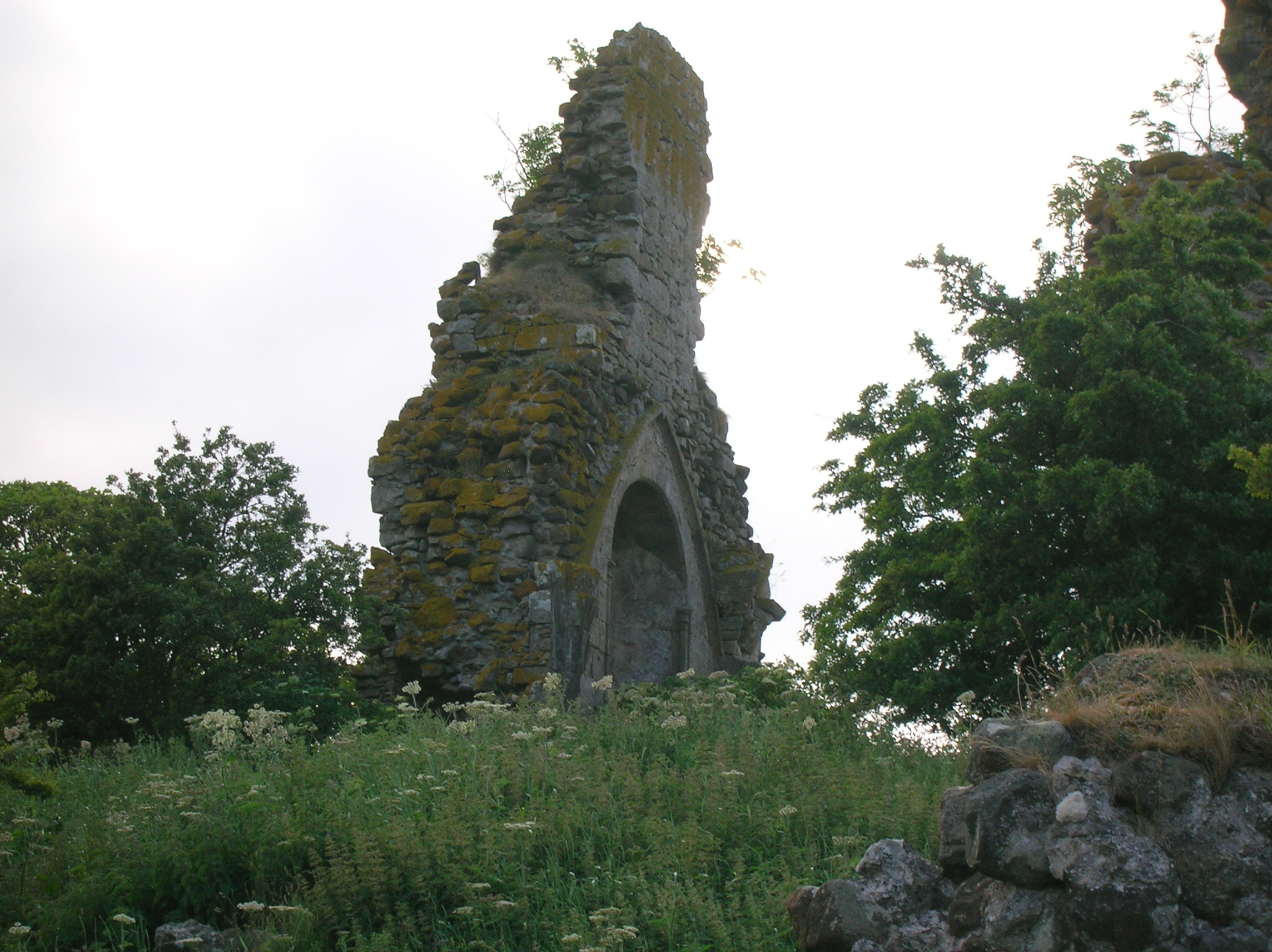
Die Südmauer des Donjons, an der man die hohe Qualität des Mauerwerks sieht.

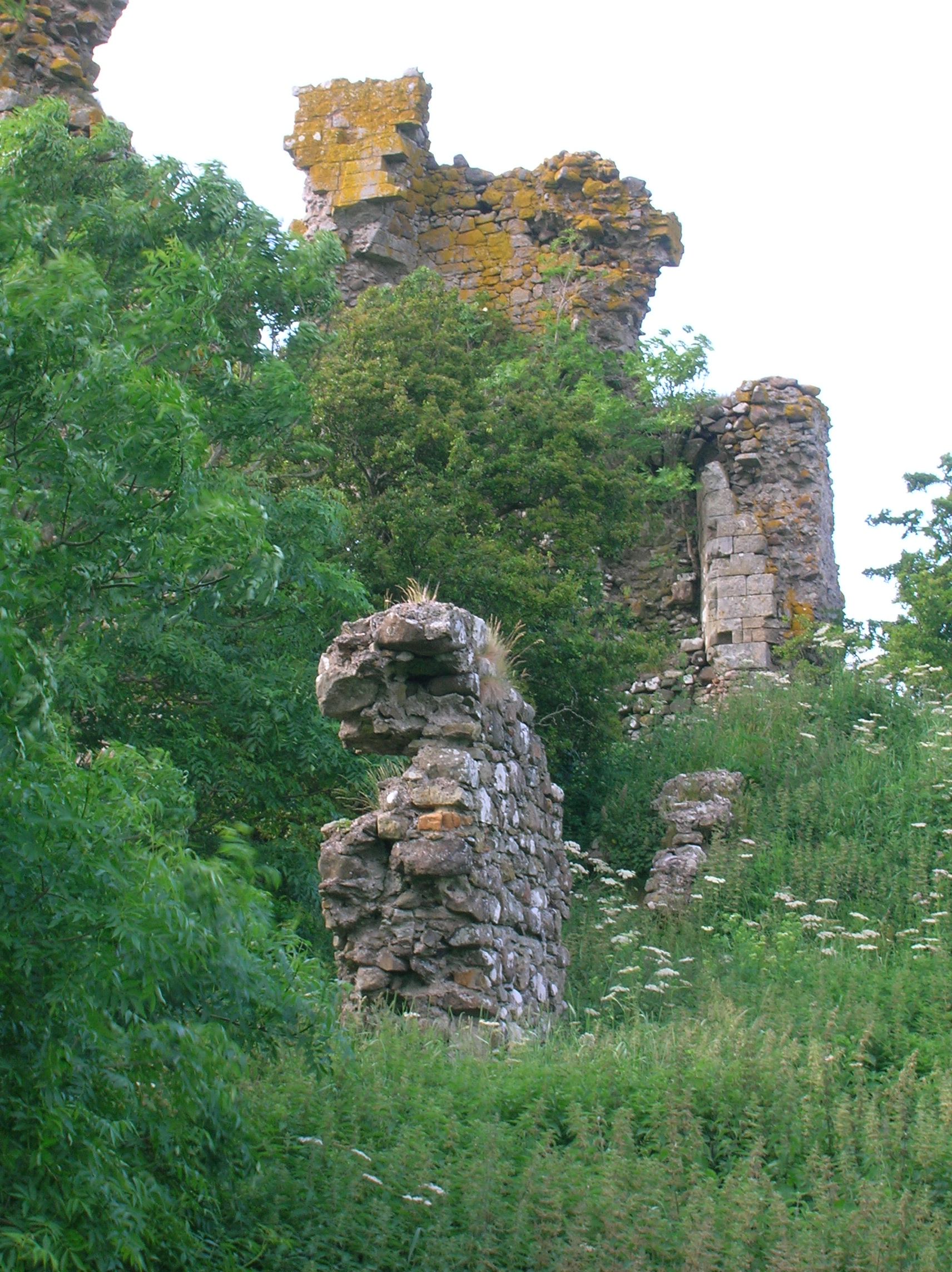
Teil der Burghofmauer

Die heutigen zinnenbewehrten gotischen Ruinen stammen hauptsächlich aus dem 15. Jahrhundert, einige Teile auch aus dem 12. oder 13. Jahrhundert. Möglicherweise war der Hauptteil des Gebäudes ein Hallenhaus aus dem 12. oder 13. Jahrhundert, das einige noch ältere Gebäudeteile enthielt. Sie könnten von den Vorgängern von Walter Hose errichtet worden sein, die vor den Anglo-Normannen an der Macht waren.
Die Gebäude waren von Gräben und natürlichen Seen umgeben; sie umschlossen eine Fläche von etwa 1,6 Hektar. Enthalten war ein hochwertiger Rittersaal mit rippengewölbter Decke, der aus drei Jochen über einem Keller mit glatter Decke bestand. Aber Architekturwissenschaftler haben Spuren eines früheren Rittersaals mit zinnenbewehrter Brüstung, der gerade mit der Hauptfassade aufragte, gefunden. In der Mitte einer der Mauern war ein Eingang mit Rundbogen und gegenüber eine mittelalterliche Feuerstelle, die im 15. Jahrhundert über eine weitere Rundbogenöffnung hinzugefügt worden war.
Die Burg enthält eines der schönsten Beispiele für einen Rittersaal mit Gewölbedecke in Schottland, die es an Kunstfertigkeit mit jeder schottischen Abtei oder Kirche aufnehmen kann. Die einzig vergleichbaren Bauwerke aus dieser Zeit sind Tulliallan oder Bothwell Castle sowie Auchindoun. Man hat festgestellt, dass Craigie Castle das beeindruckendste Gebäude seiner Art in Ayrshire war.
Aufgrund des Zustandes der Gebäude hat es sich als schwierig erwiesen, deren ursprünglichen Grundriss zu erkennen, aber die Überreste weisen darauf hin, dass es sich um ein Rechteck von passender Größe für ein Gebäude wie ein frühes Hallenhaus handelte. Craigie Castle muss wohl ursprünglich ein Hallenhaus von Ende des 12. oder Anfang des 13. Jahrhunderts gewesen sein, das eine breite, zinnenbewehrte Brüstung und ein Satteldach hatte. Im 15. Jahrhundert, so scheint es, wurden diese Zinnen überbaut und ein neuer Rittersaal in den Mauern seines Vorgängers eingerichtet.
Die Ruinen liegen auf einem Hügel, der sich aus einem Plateau, vermutlich zwischen zwei früheren Sumpfgebieten oder Marschen, erhebt. Die Gräben wurden ursprünglich zwischen diesen beiden Feuchtgebieten gezogen. Ein Graben durchschneidet den Höhenzug 117 Meter nordöstlich der Burg und bildet so eine Vorburg. Die Burg war wohl effektiv vom „Mainland“ isoliert und das Wasser bildete eine wesentliche Barriere für jeden möglichen Belagerer zu einer Zeit, als man noch kein Schießpulver kannte. Zwei bröckelnde Giebel, Teile von Mauern und Reste der Zinnen sind bis heute erhalten geblieben. Bis ins 19. Jahrhundert gab es noch verschiedene Gewölbekeller, die allerdings teilweise mit Schutt verfüllt waren und Füchsen und Fledermäusen als Quartier dienten. Der Eingang zur Burg befand sich auf der Südwestseite und war über eine Zugbrücke zu erreichen, von der die Widerlager noch erhalten sind. Der Durchgang hatte einen kreisrunden Wachturm oder eine Bastion zur Verteidigung. Innerhalb der Umfassungsmauer gab es einen Burghof, der von Gebäuden umgeben war, und von diesem Burghof aus gelangte man in den Rittersaal, aber dieser Eingang war lange verschlossen.

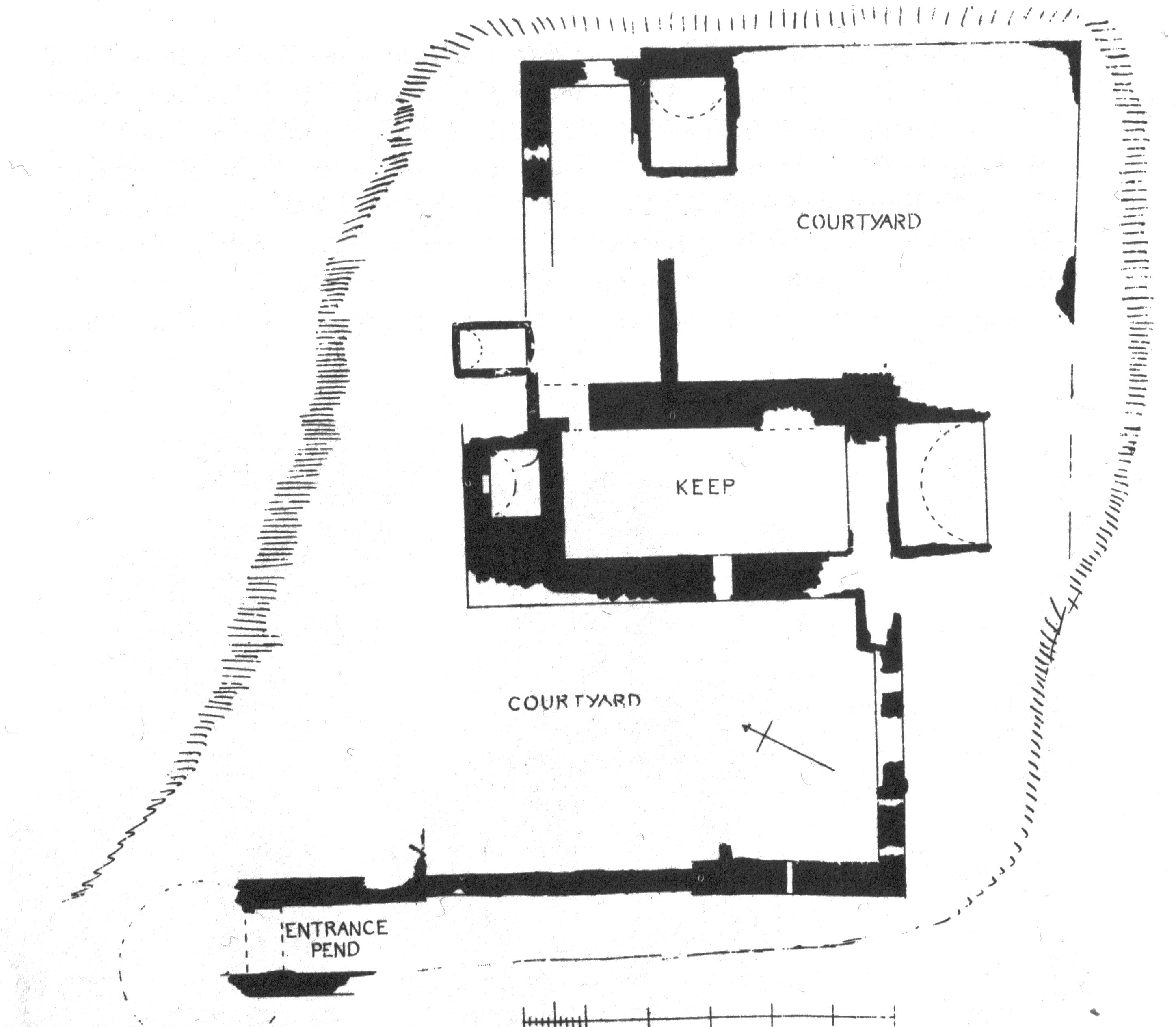
Ein Grundriss der Burg.

1895 schrieb Smith auf, dass „in einer Entfernung von 145 Schritten vom Nordosten der Burg ein tiefer Graben mit 162 Schritten Länge in Nordwest-Südost-Richtung angelegt worden war, um die beiden Marschen zu verbinden. In der Nähe der Südmauer der Burg gibt es einen weiteren Graben und außerhalb davon kann man einen Abschnitt eines Gebäudes sehen. Auf der Westseite findet man Spuren eines dritten Grabens“.
1863 hatte Paterson notiert, dass an dem Turm Ende des 17. Jahrhunderts einige Reparaturen ausgeführt worden seien und ein Teil des Daches eingestürzt sei, wonach die Burg vollkommen aufgegeben worden sei. Er lobt den hohen Grad an Militärwissenschaft, der beim Bau der Burg angewandt wurde, wo Belagerer wildem Kreuzfeuer ausgesetzt worden seien, selbst, nachdem sie die Gräben überwunden hätten, und von fast allen Seiten angegriffen worden seien.
Ein „Kragy Castle“ ist auf Timothy Ponts Landkarte um 1600 vermerkt. Es wird auf einem erhöhten Standort mit einer prominenten Zufahrt, bewaldeter Umgebung und umgebender Palisade gezeigt.
Auch wenn die B730 heute eine untergeordnete Landstraße ist, so war sie doch die Hauptstrecke von Irvine nach Dumfries über Sanquhar und eine nahegelegene Verbindung zur Straße von Ayr nach Kilmarnock. Craigie Castle lag somit an einer der wenigen Standardverkehrsrouten der Gegend im 18. Jahrhundert und davor. Die zahlreichen Rigs (dt.: Feldeinteilungen in Streifen) auf Roys Karte von 1752 zeigen, dass die gesamte Gegend damals intensiv landwirtschaftlich genutzt wurde.